# Ново бърдо (село)
 Тази статия е за селото в България.  За  едноименния град в Косово вижте Ново бърдо (град).  
Ново бърдо е село в Западна България. То се намира в Община Драгоман, Софийска област.

## География
Село Ново бърдо се намира в полупланински район. До него водят два пътя. Единият е от Драгоман през село Драгоил и е в недобро състояние. Другият път е от село Калотина. Селото се състои от няколко махали, между които има гори и ливади. По времето на социализма тук са направени много вили, част от които през лятото се обитават. От района на селото се откриват великолепни панорамни гледки в три посоки, без посока запад.

## История
През 1971 г. селото е преименувано от Бърдо на Ново бърдо. 

## Културни и природни забележителности
В селото има вкопана църква от времето на османската власт. До нея са останали част от основите на по-старата църква. Всяка година на 15 август /Успение Богородично/ там се прави курбан.

## Други
В непосредствена близост до селото има телевизионен ретранслатор, разположен на най-високата точка на височината „Видим“. От района на ретранслатора гледката при хубаво, ясно време е впечатляваща и в четирите посоки.